# Hugo Münsterberg
Hugo Münsterberg, né à Dantzig le 1er juin 1863 et mort à Cambridge (Massachusetts) le 16 décembre 1916, est un psychologue prusso-américain. Pionnier de la psychologie appliquée, il est connu pour ses recherches en psychologie industrielle. Il est président de l'American Psychological Association en 1898.

## Biographie
Élève de Wilhelm Wundt à Leipzig, il décide de se consacrer à la psychologie et obtient son doctorat en 1885. Il termine ensuite ses études de médecine à Heidelberg, puis enseigne à Fribourg-en-Brisgau. En 1889, il participe au premier Congrès international de psychologie et rencontre William James, qui l'invite à venir à Harvard pour diriger le laboratoire de psychologie. Après trois ans aux États-Unis, il refuse une chaire de professeur et retourne à Fribourg. Deux ans plus tard, en 1897, il accepte de retourner à Harvard où il finira sa carrière.
En 1913, Hugo Münsterberg propose des méthodes permettant d'analyser les métiers et aptitudes professionnelles des individus. Il conçoit également des tests permettant aux gens de mieux faire leur travail.
En 1916, il publie The Photoplay: A Psychological Study, l'un des ouvrages les plus importants, sinon le plus important, écrits sur le cinéma dans les années dix.
Tuteur de premier cycle de William Moulton Marston, il inspirera au futur créateur de Wonder Woman son ennemi Doctor Psycho (en).

## Publications
- Die Willenshandlung (1888)
- Beiträge zur experimentellen Psychologie (1889-92) Vol. 1, Vol. 2, Vol. 3, Vol. 4
- Psychology and Life (1899)
- Grundzüge der Psychologie (1900)
- American Traits from the point of view of A German (1901)
- Die Amerikaner (1904)
- The principles of Art Education (1905)
- Science and Idealism (1906)
- On the witness Stand (1908)
- Aus Deutsch-Amerika (1908)
- Psychology and Crime (1908)
- The Eternal Values (1909)
- Psychology and the Teacher (1909)
- Psychotherapy (1909)
- Psychology and Industrial Efficiency (1913)
- Psychology and Social Sanity (1914)
- Grundzüge der Psychotechnic (1914)
- Psychology, General and Applied (1914, textbook)
- Tomorrow (1916)
- The Photoplay (1916)